# Hymenolobium modestum
Hymenolobium modestum es una especie de planta floral del género Hymenolobium, tribu Dalbergieae, subfamilia, Faboideae.

## Distribución
Se distribuye por Brasil. Crece en el bioma tropical húmedo.

## Taxonomía
Fue descrita por Ducke y publicada en Arch. Jard. Bot. Rio de Janeiro 1: 37 (1915).